# Pallaseopsis quadrispinosa
Pallaseopsis quadrispinosa is een vlokreeftensoort uit de familie van de Pallaseidae. De wetenschappelijke naam van de soort is voor het eerst geldig gepubliceerd in 1867 door Sars.